# Santiago Caragnan Sancho
Santiago Caragnan Sancho (1880 - 1966) là một Giám mục người Philippines của Giáo hội Công giáo Rôma. Ông nguyên là Tổng giám mục chính tòa Tổng giáo phận Nueva Segovia. Trước khi thăng Tổng giám mục, ông còn đảm nhiệm các vị trí Giám mục chính tòa Giáo phận Nueva Segovia và Giám mục chính tòa Giáo phận Tuguegarao.

## Tiểu sử
Tổng giám mục Santiago Caragnan Sancho sinh ngày 23 tháng 5 năm 1880 tại Libmanan, thuộc Philippines. Sau quá trình tu học dài hạn tại các cơ sở chủng viện theo quy định của Giáo luật, ngày 4 tháng 10 năm 1903, Phó tế Sancho, 23 tuổi, tiến đến việc được truyền chức linh mục. Tân linh mục là thành viên linh mục đoàn Tổng giáo phận Nueva Caceres.
Sau gần 15 năm thi hành cách tác vụ của một linh mục, ngày 5 tháng 2 năm 1917, tin tức từ Tòa Thánh loan báo việc Giáo hoàng đã xác nhận việc tuyển chọn linh mục Santiago Caragnan Sancho, 37 tuổi, gia nhập hàng ngũ Giám mục Công giáo, với vị trí được trao phó là Giám mục chính tòa Giáo phận Tuguegarao. Lễ tấn phong cho vị giám mục tân cử được tổ chức sau đó vào ngày 29 tháng 6 cùng năm, với phần nghi thức chính yếu được cử hàh cách trọng thể bởi 3 giáo sĩ cấp cao. Chủ phong cho vị tân giám mục là Tổng giám mục Giuseppe Petrelli, Khâm sứ Tòa Thánh tại Philippines. Hai vị còn lại, với vai trò là phụ phong, gồm có giám mục John Bernard MacGinley, Giám mục chính tòa Giáo phận Nueva Caceres và Giám mục Alfredo Verzosa y Florentin, Giám mục chính tòa Giáo phận Lipa. Tân giám mục chọn cho mình châm ngôn:Forma facto gregis.
Hơn mười năm sau đó, Tòa Thánh loan báo thuyên chuyển Giám mục Sancho đến nhiệm sở mới, cụ thể là Giám mục chính tòa Giáo phận Nueva Segovia, với nhiệm vụ tương đương như cũ, là Giám mục chính tòa. Quyết định trên được cho công bố vào ngày 22 tháng 4 năm 1927. Gần 25 năm sau đó, ngày 29 tháng 6 năm 1951, Giáo phận Nueva Segovia được Tòa Thánh thông báo thăng lên hàng Tổng giáo phận, cùng với tin này, một lần nữa, Tòa Thánh xác nhận việc chọn Giám mục Santiago Caragnan Sancho quản lý giáo phận, với chức danh mới là Tổng giám mục chính tòa.
Tổng giám mục Santiago Caragnan Sancho qua đời ngày 12 tháng 10 năm 1966, thọ 86 tuổi.